# 阿尔巴拉德
阿尔巴拉德是沙特阿拉伯第二大城市吉达的历史遗迹。巴拉德的字面意思为“城镇”。它建立于7世纪，是印度洋贸易航线的主要港口，将货物运送至麦加，同时也是穆斯林从海路前往麦加朝觐的必经之路。
阿尔巴拉德的防御墙在1940年代被拆除。1970年代和1980年代，由于石油价格高涨，吉达变得更加富有导致许多居民北迁，远离了阿尔巴拉德。到2007年，许多家庭已从吉达的历史中心搬走，巴拉德街头在斋戒月期间仍然挤满了人。同年，吉达城市发展公司成立了以修复阿尔巴拉德。沙特阿拉伯王储穆罕默德·本·萨勒曼承诺拨款1亿333万美元以修复吉达的旧城区，因为这里有56座紧需维修的建筑物。

## 登录基准
该世界遗产被认为满足世界遺產登錄基準中的以下基準而予以登錄：
- （ii）在某期间或某种文化圈里对建筑、技术、纪念性艺术、城镇规划、景观设计之发展有巨大影响，促进人类价值的交流。
- （iv）关于呈现人类历史重要阶段的建筑类型，或者建筑及技术的组合，或者景观上的卓越典范。
- （vi）具有显著普遍价值的事件、活的传统、理念、信仰、艺术及文学作品，有直接或实质的连结（世界遗产委员会认为该基准应最好与其他基准共同使用）。

## 图库

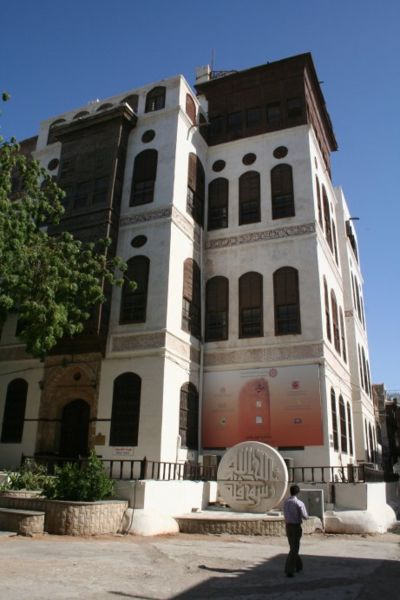
吉达的纳西夫住宅（英语：Nasseef House）
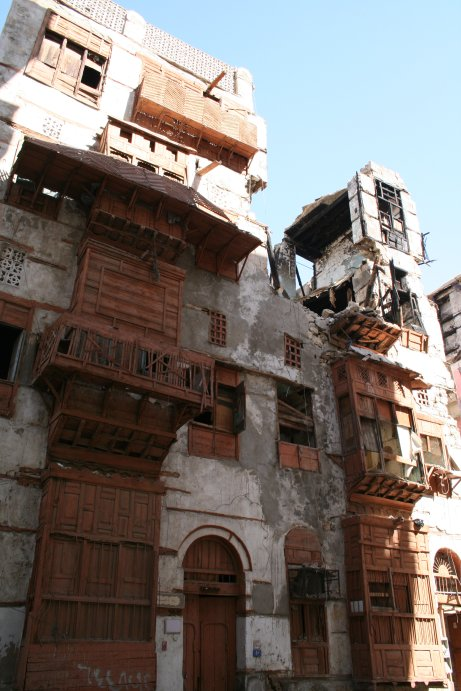
阿尔巴拉德的废墟
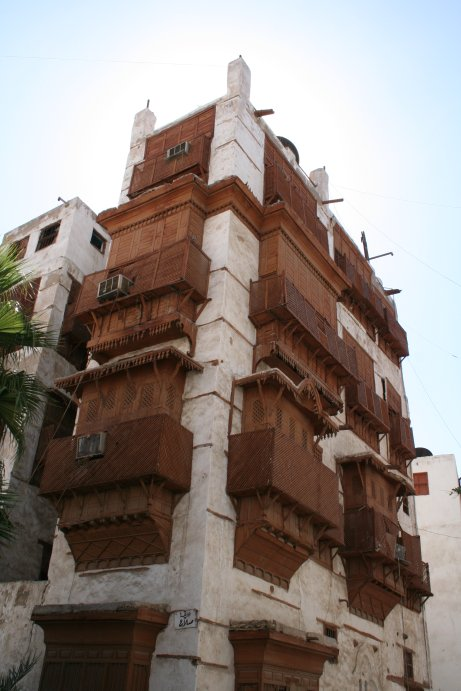
阿尔巴拉德的传统民居
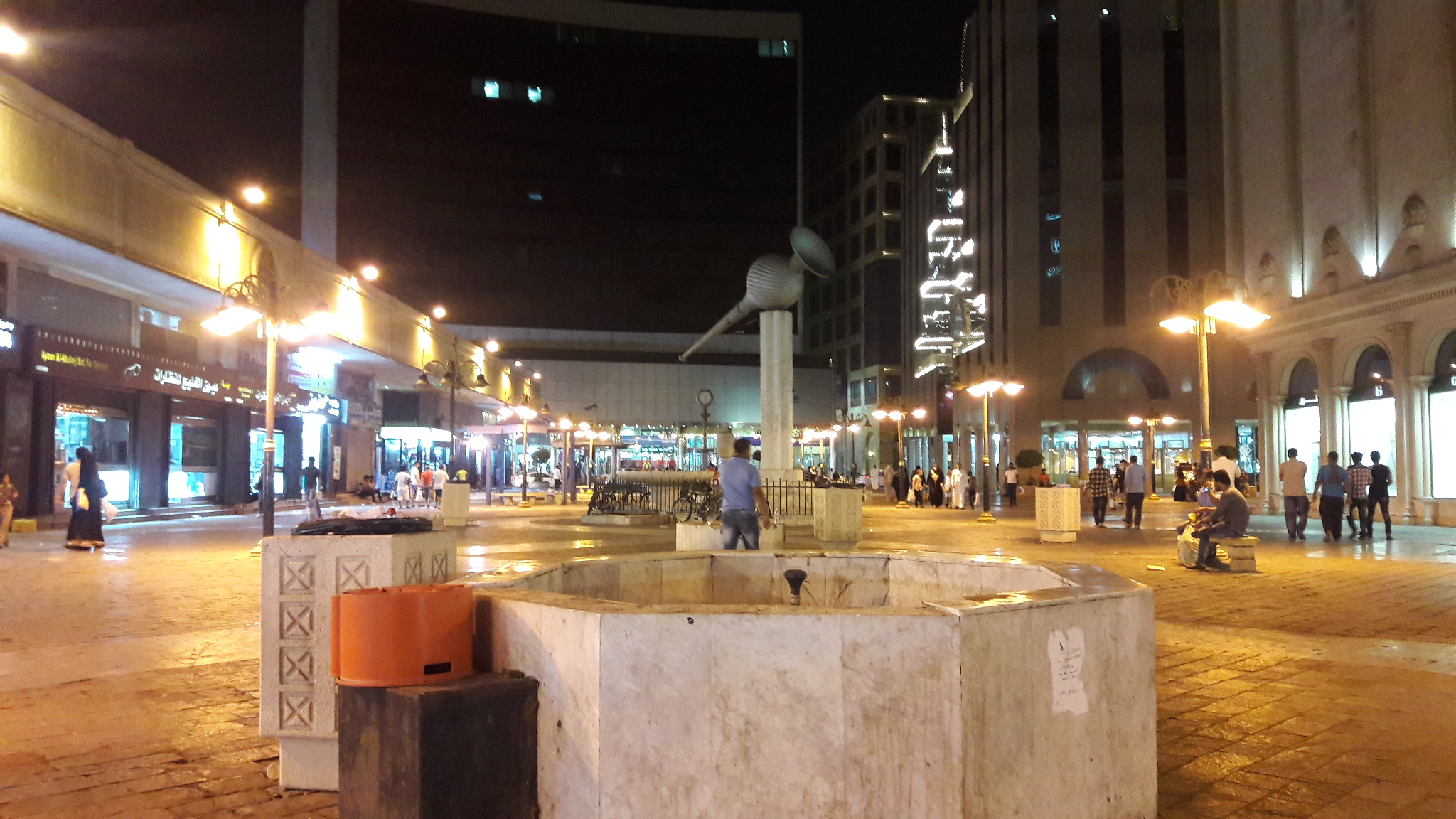
吉达市的阿尔巴拉德